# Sannikow-Land
Sannikow-Land (russisch Земля Санникова) ist eine Phantominsel im sibirischen Nordpolarmeer.
Erstmals „entdeckt“ wurde sie von einer Expedition Jakow Sannikows und Mathias von Hedenström. Während ihrer Expedition zur Kartographierung der Neusibirischen Inseln von 1808 bis 1810 wollen die beiden nördlich der Kotelny-Insel das Neuland entdeckt haben. Zwar bestätigten Expeditionen Eduard Tolls die Existenz der Insel 1886 und 1893, danach wurde das Neuland aber bis heute nicht wiederentdeckt.
Einige Wissenschaftler nehmen an, dass das Sannikow-Land einst tatsächlich existierte, jedoch im Laufe der Zeit durch Erosion verschwand. Diese Rückbildung ist bei einigen Neusibirischen Inseln zu beobachten. So besteht auch eine zeitweilige Landbrücke zwischen der Faddejewski-Insel und der Kotelny-Insel, das sogenannte Bungeland. Diese Landbrücke besteht aus Sandspülungen, ragt nur an wenigen Stellen mehr als acht Meter über den Meeresspiegel und ist meist überflutet. Die kleineren Inseln Semjonowski-Insel und Wassiljewski-Insel sind erst im 20. Jahrhundert verschwunden. Dafür ist die Insel Jaja erst kürzlich entstanden. Die meisten Forscher gehen allerdings davon aus, dass Sannikow-Land tatsächlich nie real existierte.
Da Sannikow und Hedenstrom Sannikow-Land als eisfrei beschrieben, trugen ihre Berichte auch wesentlich zur Stärkung der mittlerweile ebenfalls als falsch anerkannten Theorie vom eisfreien Nordpolarmeer bei.
Den russischen Geologen und Autor Wladimir Obrutschew animierten die Berichte 1922 bis 1924 zum Verfassen des 1926 veröffentlichten Science-Fiction-Romans Das Sannikowland. Der Roman wurde 1972 in der Sowjetunion unter der Regie von Albert Mkrtschjan  als Abenteuerfilm für Jugendliche verfilmt. Die Hauptrolle des Alexander Iljin spielt Wladislaw Wazlawowitsch Dworschezki.